# Juan José Sánchez Pescador
Juan José Sánchez Pescador fue un arquitecto español famoso por haber realizado trabajos arquitectónicas en diversos lugares de Madrid (en calidad de arquitecto municipal) en el siglo XIX. Desde 1840 ejerció como Arquitecto Mayor de las Obras de la Villa. 

## Obras
Entre las obras más conocidas se encuentra la Casa Cordero en el año 1842 ubicada en la Puerta del Sol que finalmente sería propiedad del maragato Santiago Alonso Cordero. Realizó informes arquitectónicos sobre las calles del centro. Se dedicó a la renovación del Palacio del Conde de Superunda para su propietario el Marqués de Santa Cruz. Fue uno de los arquitectos (junto con Custodio Teodoro Moreno) proporcionó el diseño inicial para unificar la construcción de todos los edificios que rodeaban la Plaza Mayor de Madrid en 1839. Hizo diseños preliminares del Matadero Municipal de Madrid. Fue el arquitecto dedicado a la reordenación de la Cuesta de la Vega (1847-1849).
- Datos: Q5399025
- Multimedia: Juan José Sánchez Pescador / Q5399025